# Книга продаж
Книга продаж предназначена для регистрации счетов-фактур, а иногда и других документов, при реализации товаров (выполнении работ, оказании услуг) организациями и предпринимателями во всех случаях, когда возникает обязанность по исчислению налога на добавленную стоимость .
Форма книги продаж и порядок её заполнения утверждены Постановлением Правительства РФ от 26 декабря 2011 года № 1137. Книга продаж действует в части не противоречащей Налоговому кодексу РФ.
Книга продаж может вестись вручную, но в большинстве случаев заполняется в электронном виде, а по окончании налогового периода, который составляет один квартал, распечатывается. В этом случае книга продаж фактически представляет собой таблицу на одном или нескольких листах бумаги формата А4, прошнурованных, пронумерованных и скрепленных подписью руководителя и печатью организации. Книга продаж должна храниться у продавца в течение полных 5 лет с даты последней записи.

## Книга продаж в составе Декларации по НДС
Приказом Федеральной налоговой службы от 29 октября 2014 года №ММВ-7-3/558@ утвержден формат предоставления данных книги продаж в налоговые органы в составе декларации по налогу на добавленную стоимость.
Начиная с отчета за 1 квартал 2015г. книга продаж полностью отражается в разделе 9 налоговой декларации по НДС. Данные передаются в ИФНС в формате xml.